# Pandava nathabhaii
Espèce
Synonymes
- Amaurobius nathabhaii Patel & Patel, 1975

Pandava nathabhaii est une espèce d'araignées aranéomorphes de la famille des Titanoecidae.

## Systématique
L'espèce Pandava nathabhaii a été initialement décrite en 1975 par les arachnologistes indiens Bhikhabhi Harmanbhai Patel (d) et H. K. Patel (d) sous le protonyme d’Amaurobius nathabhaii.

## Distribution
Cette espèce est endémique du Gujarat en Inde,.

## Description
La femelle holotype mesure 6,00 mm.

## Publication originale
- Patel & Patel, 1975 : « A new record of the family Amaurobiidae (Arachnida: Araneae) from India ». Journal of the Bombay Natural History Society, vol. 72, p. 800-803 (lire en ligne).